# La Bruguera (Susqueda)
La Bruguera és una masia de Susqueda (Selva) inclosa a l'Inventari del Patrimoni Arquitectònic de Catalunya.

## Descripció
La Bruguera és una masia de planta rectangular que consta de planta baixa i dos pisos superiors. Està coberta amb una teulada a dues aigües de vessants a façana, excepte el cos de l'esquerra, que té una teulada a diferent nivell i el vessant lateral i que podria respondre a una ampliació posterior de la masia primigènia.
La planta baixa consta de tres obertures: per una banda tenim una finestra rectangular amb llinda i muntants de pedra. Mentre que per l'altra els dos portals d'accés equipats respectivament amb llinda monolítica i muntants de pedra ben treballats i escairats. Dels dos destaca especialment el del centre tant per la mida sensiblement major que ostenta, com per la ornamentació present en la gran llinda monolítica que s'ha traduït a la pràctica en una inscripció complementada al centre amb una orla o escut exalçat amb garlandes i que diu així: "A V E M A R I A (ESCUT) P V R I S S I M A".
Al primer pis o planta noble hi ha quatre obertures, les quals comparteixen els mateixos trets compositius, ja que les quatre estan equipades amb llinda monolítica i muntants de pedra. Ara bé difereixen en la funcionalitat. Així la que està ubicada simètricament sobre el portal d'accés rectangular actua com a finestra i a més a més està complementada amb un ampit treballat, sota del qual podem contemplar la solució arquetípica que consisteix en disposar dues o tres pedres com a mesura de reforç en al sustentació de la pesant finestra. Simultàniament aquesta finestra està flanquejada per tres obertures - una l'esquerra i dues a la dreta- les quals són projectades respectivament com a balconades i equipades amb un minúscul ampit de fusta.
El segon pis, que actuaria com a golfes, es troba manifestat físicament en la façana a través de tres finestres: una de rectangular en el cos de l'esquerra i dues de quadrangulars en el cos central. Les tres comparteixen les mateixes característiques, ja que consten de llinda monolítica i muntants de pedra. De les tres cal destacar especialment la finestra de l'extrem dret per dos motius: per una banda, perquè està complementada amb un petit ampit de pedra treballat. Mentre que per l'altra, per la decoració present en la llinda a base de cinc petits medallons circulars complementats amb la presència d'una creu al centre.
Tanca la façana en la part superior un ràfec format per quatre fileres: la primera de rajola plana, la segona de teula, la tercera de rajola plana i la quarta de teula girada. El ràfec corresponent al cos de l'esquerra, és més modest, ja que només té tres fileres - rajola plana, teula i rajola plana-.
Pel que fa al tractament de les respectives façanes cal dir que divergeixen significativament. Així la façana principal està arrebossada i pintada. Per la seva banda la façana esquerra i posterior simplement estan arrebossades i finalment la de la dreta està completament nua, cosa que permet contemplar la matèria primera que es va utilitzar per a construir la masia a base de pedres fragmentades i blocs rústics manipulats a cops de martell i sense desbastar i treballar i tot lligat amb morter de calç.
El mas es troba assentat sobre una terrassa uniforme, estable i regular, la qual anteriorment desenvoluparia les tasques de era, on es trillaven els cereals, com així ho acrediten les escasses restes vivents que es conversen d'aquesta. A la seva esquena la masia gaudeix d'un magnífic paisatge i d'unes vistes esplèndides, ja que des d'aquí es pot albirar perfectament la monumentalitat dels espadats que acullen el Santuari de la Mare de Déu del Far.
L'estat de conservació de la masia és bastant bo, i a simple vista no hi ha motius que hagin de fer patir per la seva integritat física.
Exemptes, hi ha edificacions de serveis les quals es troben disseminades i escampades per tota la finca del mas. Aquestes edificacions devien ser emprades en les tasques agrícoles i ramaderes quan en antigor el mas estava abocat a la vida de pagès, tot al contrari d'ara, ja que el mas simplement acapara meres funcions d'habitatge. D'entre aquestes edificacions cal esmentar tres: en primer lloc, el paller ubicat davant del mas. En segon lloc la gran construcció de planta rectangular semi-derruïda, la qual està ubicada a la part esquerra del camí tocant la pista, i finalment la magnífica pallissa. Contemplant fotografies com per exemple la de la fitxa del Consell Comarcal elaborada per Joan Llinàs i Jordi Merino, la pallissa apareix completament esfondrada. Tot al contrari d'ara, ja que en l'actualitat la pallissa ha estat molt ben restaurada oferint un magnífic aspecte, com així ho acredita l'esvelt arc apuntat de rajola en la planta superior i la teulada a dues aigües de vessants a laterals, la qual és de factura completament nova.

## Història
El mas de la Bruguera es troba al terme de Sant Martí Sacalm.
El nom deriva de la plana o calma on radica l'església de Sant Martí i és un nom força comú com ho demostren els toponímics veïns de Sant Hilari Sacalm o del Puigsacalm.
Tot el terme parroquial es considerava dintre l'antic terme senyorial del castell de Fornils. Inicialment la vall de Fornils tenia per parròquia l'església de Sant Pere, de la que en queden només alguns vestigis, que passà a ser sufragània de Sant Martí Sacalm.
El terme, avui no arriba als 80 habitants però comptava el 1356 amb un total de 82 masos que tributaven a l'església, això fa pensar en una població d'unes 400 persones que baixà fins a només 18 famílies al llarg dels segles XV i XVI. El 1855 en tenia un total de 520, 71 al sector del Far i 450 a Sant Martí i els seus voltants. El despoblament ha fet que moltes masies quedessin deshabitades i en progressiva ruïna.